# ياكوف أرنون
ياكوف أرنون (بالعبرية: יעקב ארנון‏) (1913- 1995)؛ خبير اقتصادي ومسؤول حكومي إسرائيلي في ستينيات القرن الماضي، وأصبح ناشطًا فيما بعد في حركة السلام الإسرائيلية.

## سيرته
ولد جايكوب «جاب» فان أميرونغين في أمستردام في هولندا، لعائلة مقتدرة من تجار الألماس اليهود الهولنديين؛ نجا أرنون من الحرب العالمية الثانية عن طريق إخفاء هويته اليهودية. قاد الاتحاد الصهيوني لهولندا بعد الحرب العالمية الثانية حتى عام 1948، عندما هاجر إلى إسرائيل بعد الحرب، وغير اسمه وانضم إلى وزارة المالية تحت إدارة ليفي إشكول، ليصبح المدير العام الجديد للوزارة. بدأ أرنون سياسات أدت إلى ركود خطير في إسرائيل في عام 1965. شغل بعد ذلك منصب رئيس مجلس إدارة شركة إسرائيل للكهرباء.
نسق أرنون لجنة من المسؤولين الحكوميين حاولت تنفيذ «احتلال مستنير» للضفة الغربية وقطاع غزة بعد حرب 1967 (حرب الستة أيام)، ولكنها في الحقيقة وضعت الأسس للاحتلال المستمر لفلسطين.
انضم أرنون مع شخصين إضافيين من الشخصيات الأخرى المنشقة في المؤسسة وهما أوري أفنيري وماتياهو بيليد، لتأسيس المجلس الإسرائيلي للسلام الإسرائيلي الفلسطيني في عام 1975.
دعا ميثاق المجلس الإسرائيلي للسلام الإسرائيلي الفلسطيني إلى الانسحاب الإسرائيلي من الأراضي المحتلة عام 1967 وإنشاء دولة فلسطينية مستقلة في هذه المناطق، مع تقاسم القدس بين كل من إسرائيل وفلسطين. كانت هذه الخطة جذرية للغاية في ذلك الوقت، وكان المجلس الإسرائيلي للسلام الإسرائيلي الفلسطيني أول منظمة صهيونية تدعمها.
سعى المجلس الإسرائيلي للسلام الإسرائيلي الفلسطيني إلى تشجيع الحوار الخاص وغير الرسمي بين الإسرائيليين والفلسطينيين بأكثر من طريقة ممكنة، ولكنه فعل ذلك أيضًا لمحاولة إجراء مفاوضات رسمية بين حكومة إسرائيل وقيادة منظمة التحرير الفلسطينية.
ساعد أرنون في تأسيس حزب شيلي قبل الانتخابات التشريعية الإسرائيلية لعام 1977، لكن بصفته المرشح السابع في التمثيل النسبي لقائمة الحزب لم ينتخب للكنيست بعد فوز الحزب بستة مقاعد فقط. كان أيضًا مرشحًا للقائمة التقدمية للسلام في انتخابات عام1984 وكان رابع مرشح في التمثيل النسبي لقائمة الحزب؛ ومع ذلك، انتُخب اثنان فقط من أعضاء الكنيست.
ذهب أرنون في مهمة سرية إلى المغرب في عام 1980، وذلك بناءً على دعوة من الملك الحسن الثاني بن محمد إلى جانب أفنيري وبيليد ومنسق منظمة التحرير الفلسطينية عصام السرطاوي.
في سيرة حياته أُطلق عليه اسم جاب: جايكوب أرنون من أمستردام إلى القدس، والتي نشرها هاكيبوتس هاموشهاد باللغة العبرية في عام 2010. كتب يوسي غولدشتاين مؤلف سيرة إسحاق رابين القسم الأول من السيرة العبرية، في حين كتب أريه ديان مؤلف كتاب عن تاريخ شاس الجزء الذي يوثق النشاط السياسي لأرنون مع أشخاص من اليسار الراديكالي.
حصل أرنون على جائزة ياكير يروشلايم من مدينة القدس، في عام 1991.
سُمي أحد شوارع القدس باسمه بعد وقت قصير من وفاته.